# 事件記者・三上雄太
『事件記者・三上雄太』（じけんきしゃ・みかみゆうた）は、2004年から2005年まで日本テレビ系「火曜サスペンス劇場」で放送されたテレビドラマシリーズ。全3回。主演は水谷豊。
第3作は「火曜サスペンス劇場」の最終作として放送された。

## キャスト

### 週刊シリウス編集部
三上雄太
演 - 水谷豊
記者。東都大山岳部OB。
一ノ瀬礼子
演 - 山本未來
記者。三上と一緒に行動することが多い。
堀内新平
演 - 山下徹大
記者。
二宮律子
演 - 斎藤陽子
記者。
徳丸悦郎
演 - 金田明夫
記者。
日高康作
演 - 蟹江敬三
編集長。

### ゲスト
第1作「アルプス遭難でラジオから聞いた悪魔の囁き 妻の保険金疑惑と遺体のない葬儀」（2004年）
- 野木昭夫（専門学校職員・登山者） - 風間杜夫
- 野木浅子（野木の妻） - 未來貴子
- 野木昭太（野木と浅子の息子・小学生） - 伊瀬知悠
- 今岡雅美 - 芦川よしみ
- 今岡真司（内装工務店主・野木の山仲間） - 山西道広
- 遠山尚人（行政書士・野木の幼馴染） - 国広富之
- 葛西（検察官） - 佐藤孝輔
- 内海桂子、山上賢治

第2作「帰らぬ母娘のピアノの連弾〜水死体の恋人が浮かぶ安曇野の川と密室の救急治療」（2005年）
- 松宮留美子（東都病院救急外来担当の看護師・僚子の実妹・山崎の恋人） - 国生さゆり
- 高村史朗（外科医） - 平田満
- 三上絹 - 岸田今日子
- 溝口武雄（医師） - 緒形幹太
- 広瀬知美（看護師） - 柳下季里
- 高村早苗 - 朝日梨帆
- 高村遼子（看護師・高村の妻・故人） - 山本みどり
- 日浦（捜査課長） - 鶴田忍
- 山崎日出男（フリーライター・三上の新聞記者時代の後輩） - 梨本謙次郎
- 安達伸也（僚子を刺殺し11日後バイク事故で死亡） - 佐藤孝輔
- 鶴田（刑事） - 赤間浩一
- 八木（刑事） - 岡田太郎
- 梅津栄

第3作「刑事の娘の禁断の恋が招く殺意の十字路! 犯人逃走援助懲戒免職」（2005年）
- 吉野了平（桐生南警察署 刑事） - 高橋長英
- 吉野旬子（アパレル会社のデザイン課・吉野と初子の娘・敦の恋人） - 黒坂真美
- 吉野初子（吉野の妻） - 松本留美
- 勝又（警視庁大久保警察署 刑事） - 丸岡奨詞
- 小橋（弁護士） - 螢雪次朗
- 磯部（桐生南警察署 刑事） - 土屋良太
- 田口（旬子の会社の同期） - 豊川栄順
- 芝浦中央病院 看護師 - 芦田由夏
- 南（警視庁大久保警察署 刑事） - 吉沢眞人
- 長谷川みのる（桐生ファイナンス 警備員・7年前死亡） - 松本航平
- 松木恒夫（7年前の現金強奪殺人事件の犯人で事件から3日後橋から転落死） - 大村波彦
- 喫茶店「新樹」マスター - 小林すすむ
- 望月雅彦（通販会社「トレヴィーテ・ルッソ」秘書） - 斎藤歩
- 竹之内美和（通販会社「トレヴィーテ・ルッソ」社長・松木の妹） - 結城しのぶ
- 竹之内洋介（通販会社「トレヴィーテ・ルッソ」現社長・美和の夫） - 中原丈雄
- 竹之内敦（通販会社「トレヴィーテ・ルッソ」企画室・松木の実子・松木の死後美和と洋介の養子になる） - 葛山信吾
- 和泉ちぬ、北川明花、岡けんじ、浜田大介、藤原里恵、小林麻希

## スタッフ
- 企画 - 酒井浩至
- 脚本 - 峯尾基三
- 音楽 - 吉川清之
- 監督 - 吉川一義（第1作・第2作）、吉本潤（第3作）
- プロデューサー - 金田和樹、田中浩三、三好英明、齋藤立太
- 製作著作 - 松竹株式会社
- 制作 - 日本テレビ

## 放送日程
| 話数 | 放送日        | サブタイトル                                                             | 脚本     | 監督     | 視聴率 |
| ---- | ------------- | ------------------------------------------------------------------------ | -------- | -------- | ------ |
| 1    | 2004年5月04日 | アルプス遭難でラジオから聞いた悪魔の囁き 妻の保険金疑惑と遺体のない葬儀  | 峯尾基三 | 吉川一義 | 17.9%  |
| 2    | 2005年5月03日 | 帰らぬ母娘のピアノの連弾〜水死体の恋人が浮かぶ安曇野の川と密室の救急治療 | 峯尾基三 | 吉川一義 | 11.9%  |
| 3    | 9月27日       | 刑事の娘の禁断の恋が招く殺意の十字路! 犯人逃走援助懲戒免職               | 峯尾基三 | 吉本潤   | 11.6%  |

- 視聴率はビデオリサーチ調べ、関東地区・世帯